# Leandro Romagnoli
Leandro Atilio Romagnoli (Buenos Aires, 17 de março de 1981) é um treinador e ex-futebolista argentino que atuava como meio-campista. Atualmente está sem clube.
Devido a seu físico magro, sua baixa estatura e seu estilo de jogo, sempre foi comparado com o compatriota Osvaldo Ardiles. Apelidado de Pipi, foi um camisa 10 clássico: compensava a falta de força física com habilidade técnica e bons dribles. Iniciou e terminou a sua carreira no San Lorenzo, clube onde tornou-se um dos maiores ídolos. Também teve uma breve passagem pelo Vera Cruz, do México, e ainda jogou por quatro temporadas no Sporting, de Portugal.

## Carreira

### Início no San Lorenzo
Nascido em Buenos Aires e formado das categorias de base do San Lorenzo incentivado por seu pai (um ex-jogador), Romagnoli fez sua estreia profissional no dia 13 de dezembro de 1998, com apenas 17 anos de idade, na partida entre San Lorenzo e Racing Club, que terminou com vitória de 3 a 1 para o Racing.
Aos poucos passou a se tornar um jogador ofensivo essencial para o clube, aparecendo em cerca de 200 jogos oficiais e ganhando três títulos importantes: o Torneio Clausura Argentino de 2001, a Copa Mercosul daquele ano e a Copa Sul-Americana de 2002.

### Vera Cruz e Sporting
Em 2005 transferiu-se para o Vera Cruz, do México, e posteriormente foi adquirido pelo Sporting na temporada 2005-2006. Estreou no Campeonato Português num jogo contra o Marítimo.
Durante o período em que atuou pelos Leões, conquistou duas Taças de Portugal: a de 2006–07 e a de 2007–08. Já pela Taça da Liga, margou dois gols de pênalti que contribuíram para a vitória do Sporting por 4 a 1 contra o Porto nas semifinais. Entretanto, na final o Sporting perdeu de 3 a 2 nos pênaltis para o Benfica.
No dia 7 de agosto de 2009, chegou a um acordo com o Sporting para a rescisão do contrato que os ligava.

### Retorno ao San Lorenzo
Em agosto de 2009, retornou para o clube que o revelou para o futebol, o San Lorenzo. Permaneceu lá até 2014, sendo peça chave no grupo que conquistou a Copa Libertadores da América no mesmo ano.

#### Polêmica com o Bahia
Em janeiro de 2014, Romagnoli assinou um pré-contrato com o Bahia que determinava sua apresentação no dia 30 de junho ou no final da temporada, justamente a temporada em que ele conquistaria o título inédito da Libertadores. Logo após a conquista, o atleta não se apresentou e rasgou o pré contrato, assim descumprindo seu acordo firmado com meses de antecedência, mesmo já tendo sua camisa de número 100 e sendo recebido com festa no Aeroporto de Salvador.

### Aposentadoria
Anunciou sua aposentadoria no dia 6 de junho de 2018, aos 37 anos. Posteriormente, no dia 15 de dezembro, realizou um jogo de despedida no El Nuevo Gasómetro que contou a presença de grandes ídolos do San Lorenzo.

## Seleção Nacional
Pela Seleção Argentina Sub-20, foi campeão da Copa do Mundo Sub-20 de 2001, jogando ao lado de grandes promessas do futebol mundial e que futuramente viriam a ser grandes jogadores, como Javier Saviola, Andrés D'Alessandro, Maxi Rodríguez, Nicolás Medina, Nicolás Burdisso, dentre outros.
Fez sua estreia pela Seleção Argentina principal no dia 8 de fevereiro de 2003, contra os Estados Unidos. Na ocasião, Romagnoli atuou 12 minutos no amistoso em que sua Seleção venceu por 1 a 0.

## Títulos
San Lorenzo
- Campeonato Argentino: 2001 (Clausura) e 2013 (Inicial)
- Copa Mercosul: 2001
- Copa Sul-Americana: 2002
- Copa Libertadores da América: 2014
- Supercopa Argentina: 2015

Sporting
- Taça de Portugal: 2006–07 e 2007–08
- Supercopa de Portugal: 2007 e 2008

Argentina Sub-20
- Copa do Mundo FIFA Sub-20: 2001